# Ernst G. Hedman

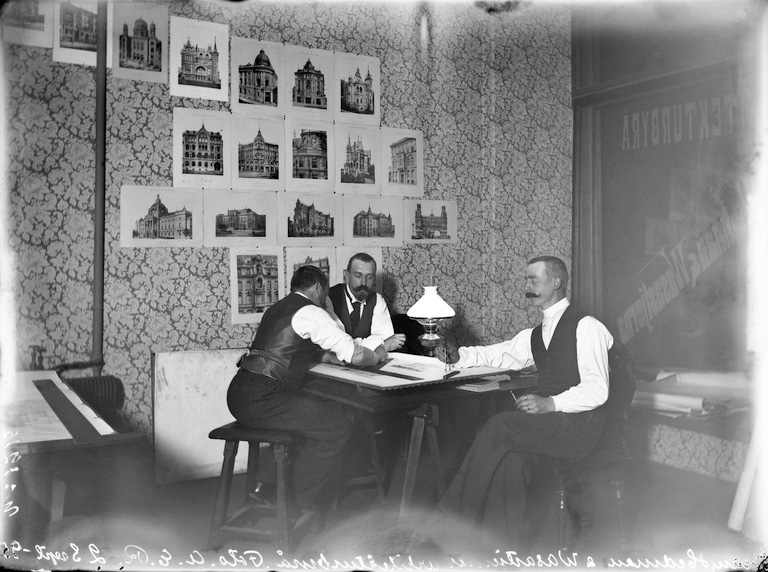
Grahn, Hedman & Wasastjerna på arkitektkontoret på Alexandersgatan i Helsingfors, 1895.

Ernst Gustaf Hedman, född den 18 december 1867 i Uleåborg i Finland, död den 21 oktober 1933 i Ekenäs i Finland, var en finländsk arkitekt.

## Biografi
Ernst Gustaf Hedman var son till kommerserådet Johan Sanfrid Hedman och Anna Helena Blumenthal. Han avlade studentexamen vid Svenska lyceet i Uleåborg 1886 och arkitektexamen vid Polytekniska institutet i Helsingfors 1890.
Hedman var delägare i arkitektbyrån Grahn, Hedman & Wasastjerna i Helsingfors, som han grundade 1892 tillsammans med Karl Gustaf Grahn och Knut Wasastjerna. Hedman sålde sin andel i byrån till Grahn och Wasastjerna 1898 och lämnade verksamheten.[källa behövs] Han bedrev verksamhet som arkitekt och affärsman också i Ryssland. 1925–1932 tjänstgjorde han vid Justitieministeriet i Helsingfors.
Hedman gifte sig 1893 med Elisabet Maria von Blumenthal. Han var bror till filosofie magister Edvin Leopold Hedman (1863–1915), som grundade och förestod Perttula läroanstalt för barn med funktionsnedsättning i Tavastehus.

## Byggnader ritade av Grahn, Hedman & Wasastjerna (urval)
- Bostadshus Norra Magasinsgatan 9, Helsingfors 1894, rivet 1967
- Kotka saluhall, Kotka 1897
- Argos hus, Helsingfors 1897, rivet, förutom fasaden)
- Jakobstads tobaksfabrik, Jakobstad 1898
- Fenniahuset, Helsingfors 1899
- Wasa Aktie Banks hus, Helsingfors 1899
- Sumeliuska huset, Tammerfors 1901
- Rigas stadshus, 1:a pris i designtävlingen 1904[5]

## Bilder

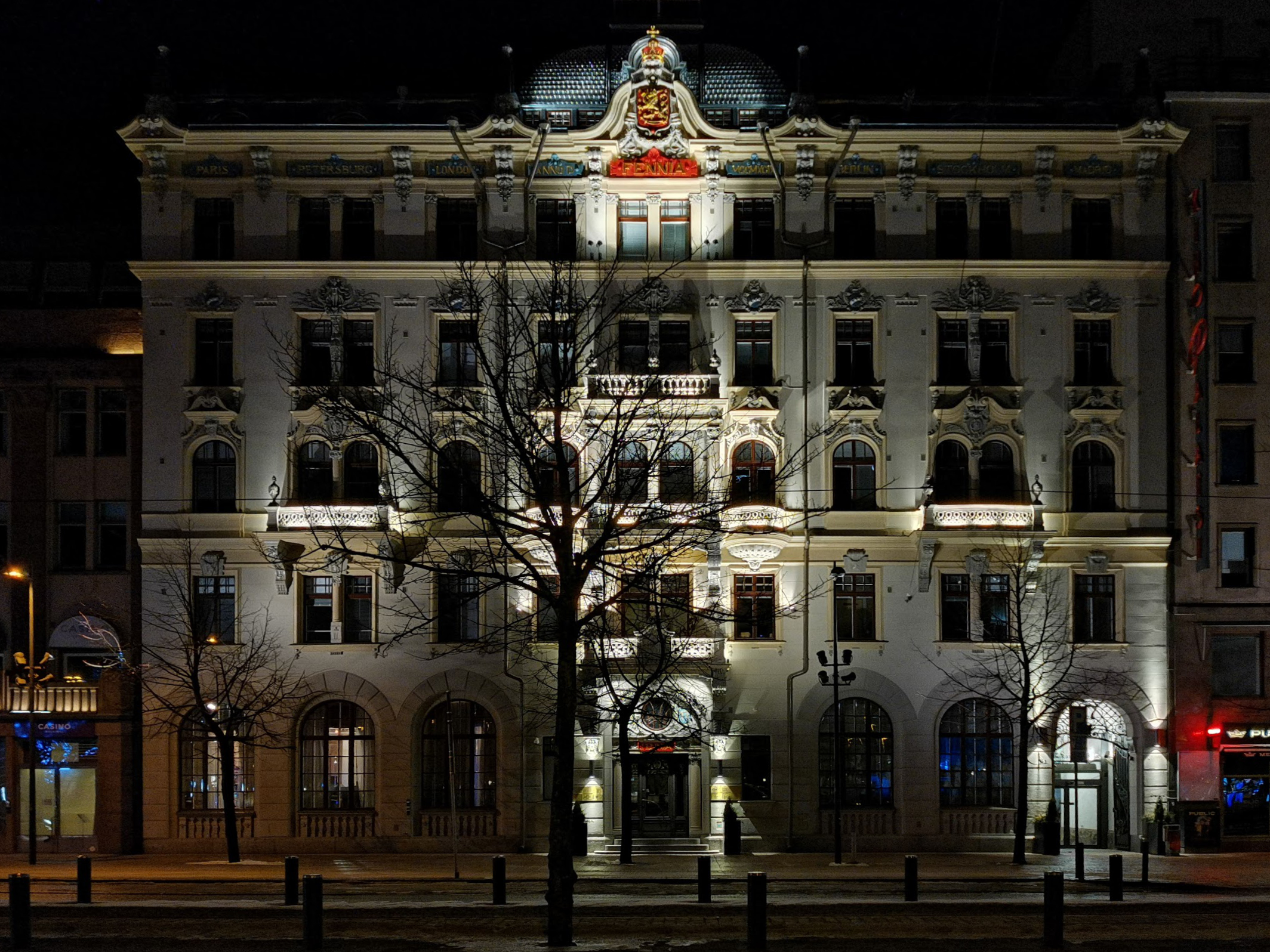
Fenniahuset
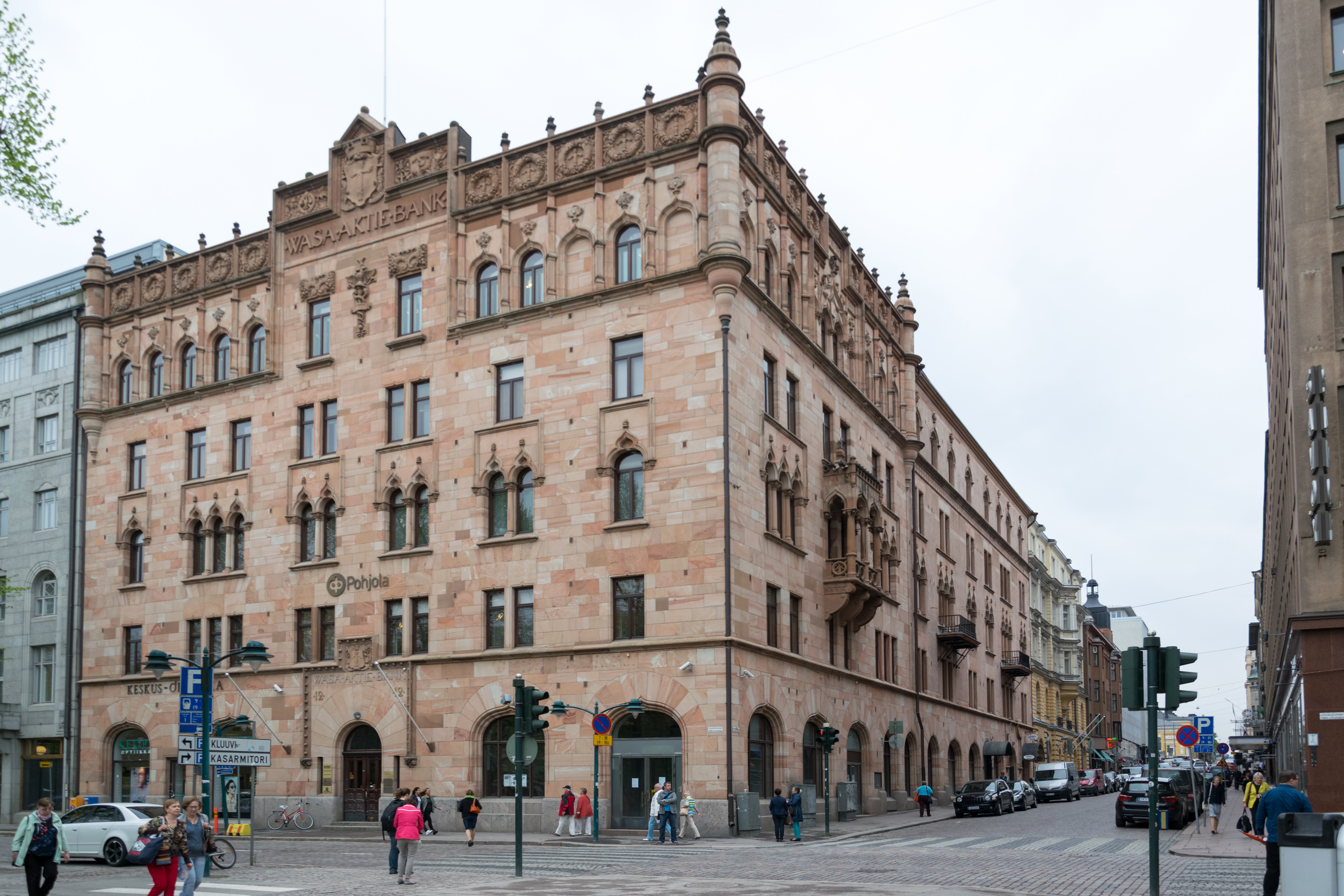
Wasa Aktie Banks hus
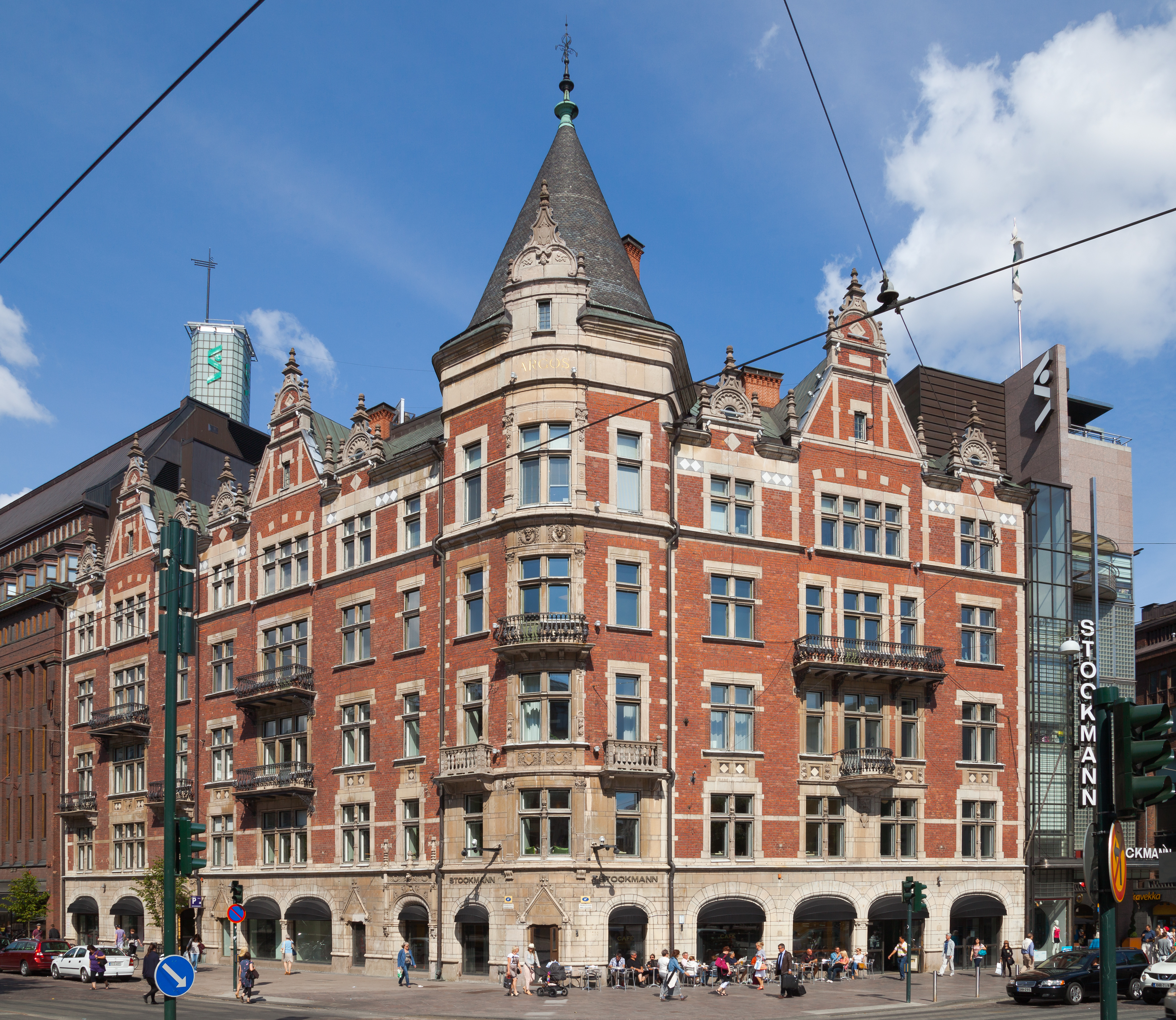
Argos hus
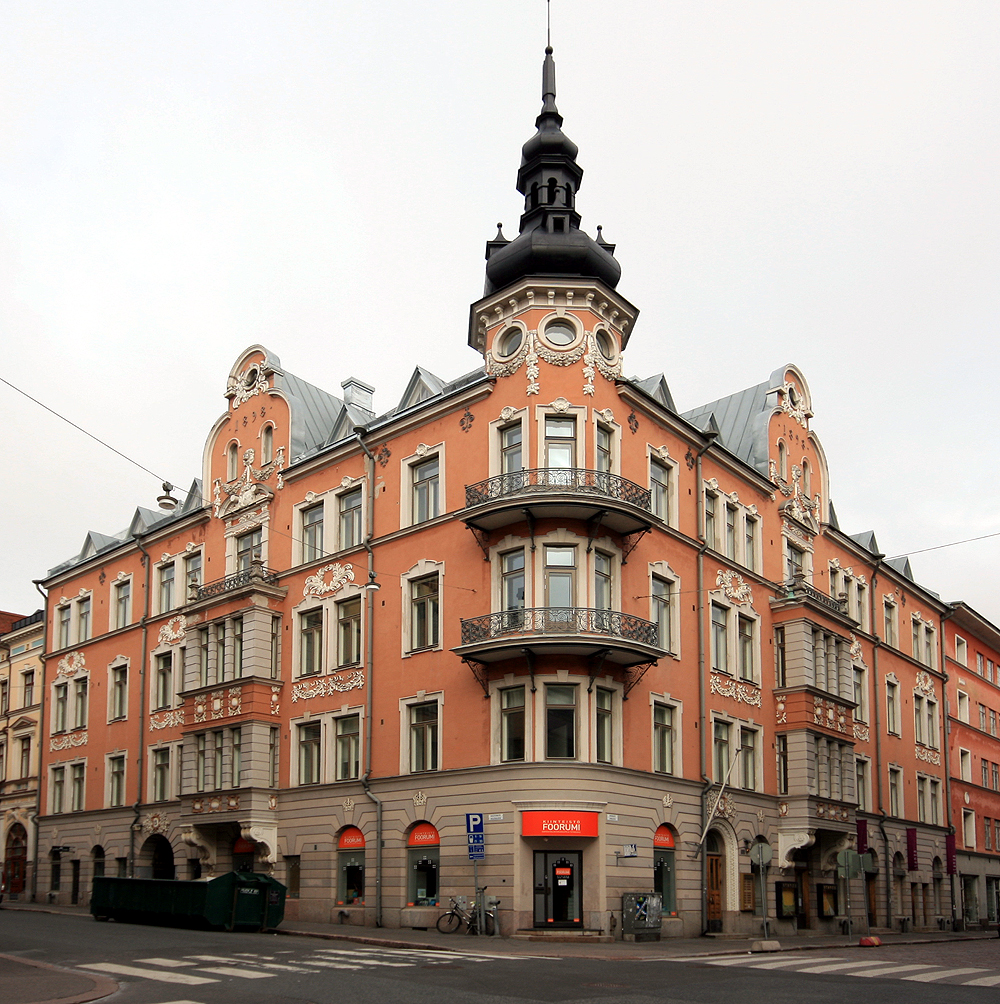
Finlands fastighetsförbunds hus
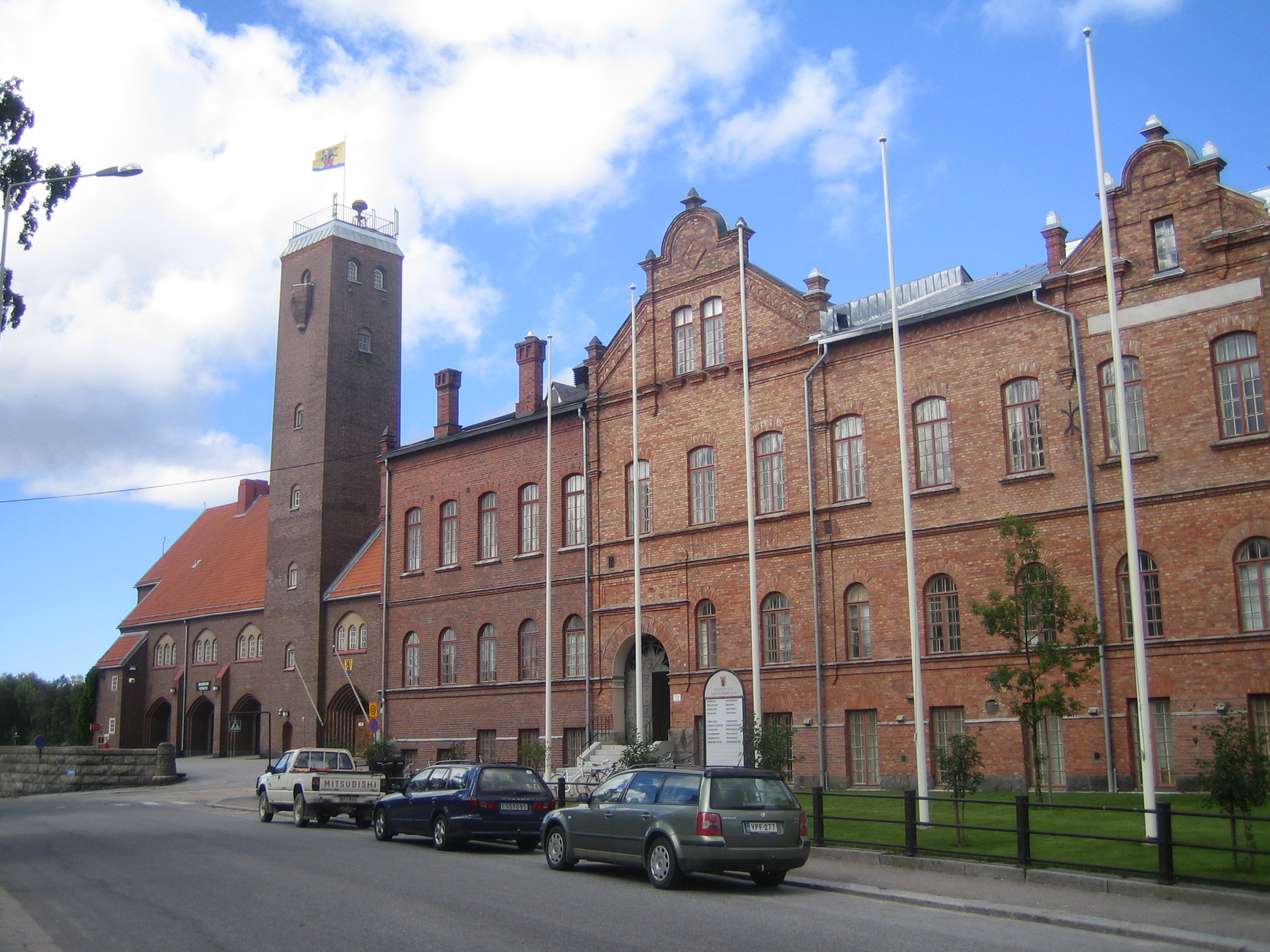
Jakobstads tobaksfabrik
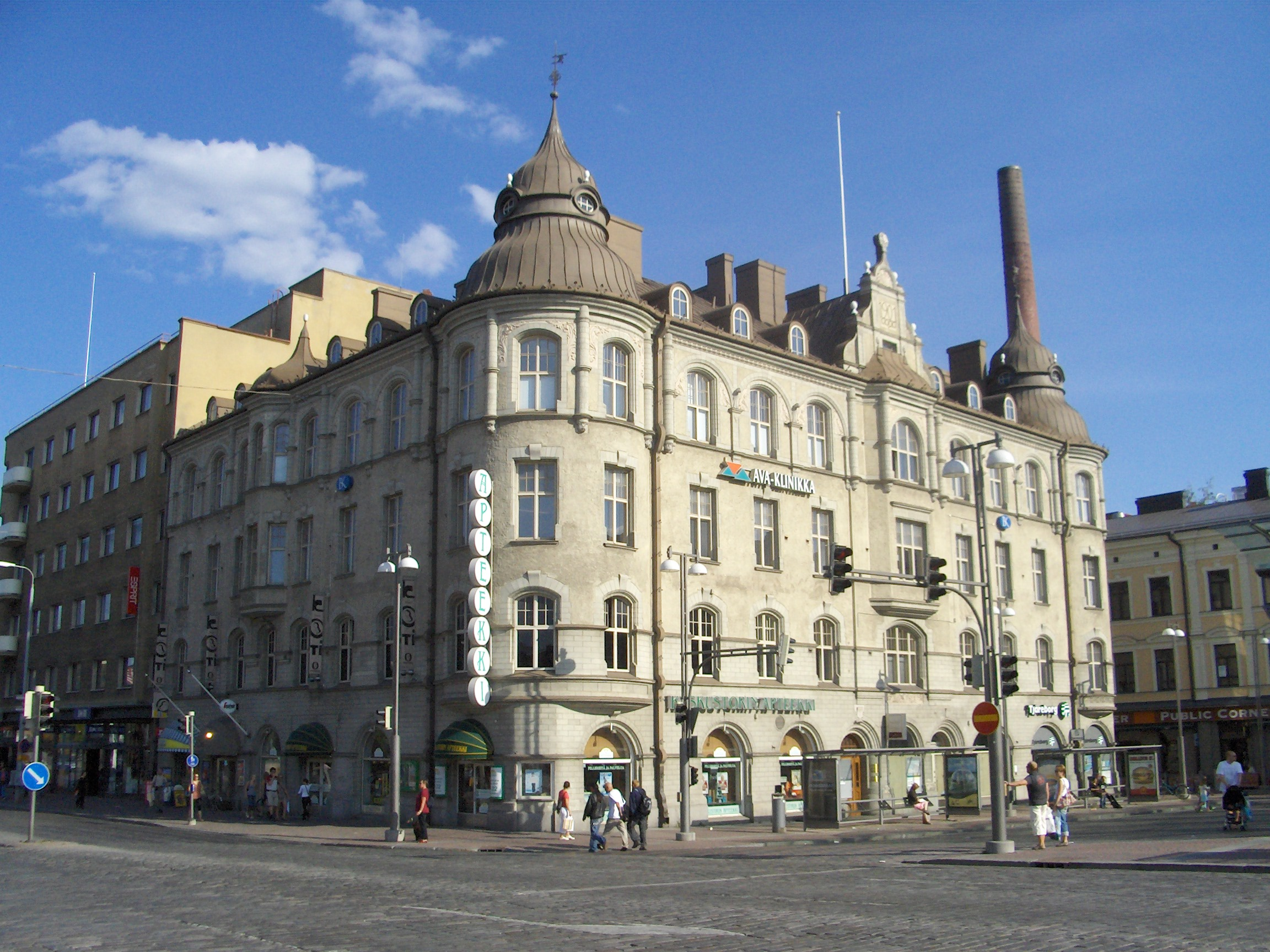
Sumeliuska huset